# Didymocantha jucunda
Didymocantha jucunda là một loài bọ cánh cứng trong họ Cerambycidae.